# Слудский, Александр Фёдорович
Александр Фёдорович Слудский (8 января 1885, Москва — 20 апреля 1954, Симферополь) — русский и советский геолог, педагог, известный исследователь и знаток Крыма, топонимист. Член Московского общества испытателей природы (1910—1954), Всесоюзного географического общества СССР.

## Биография
Родился в семье известного русского математика и механика Ф. А. Слудского, которому в 1890 году было присвоено звание заслуженного профессора Московского университета.
В 1909 году окончил физико-математический факультет МГУ по геологической специальности, был оставлен при кафедре геологии Московского университета для подготовки к профессорской должности. Сверхштатный ассистент (1909—1915), а затем заведующий Геологическим кабинетом (1910—1915).
Один из самых близких помощников и сотрудников всемирно известного учёного академика А. П. Павлова (1854—1929), сопровождал его в научных путешествиях, в том числе и по Крыму.
1915—1927 — заведующий Карадагской научной станцией на востоке южного берега Крыма, у подножия горно-вулканического массива Карадаг.
В 1927 году переехал с семьей (с тремя детьми) сначала в Феодосию, где некоторое время трудился в лаборатории по изучению биологии моря, а затем, в 1930 году — в Симферополь.
В 1930-е годы руководил работами по изучению полезных ископаемых на Крымском полуострове: месторождений металлургических (флюсовых) известняков, различных строительных материалов и глин. Глинам Крыма была посвящена его диссертация.
В 1939 году начал трудиться в системе дорожной станции «Ошосдор», где продолжал работу и в первые послевоенные годы. Именно здесь ученый в полной мере столкнулся с проблемой крымских оползней, являющихся серьезной помехой дорожному строительству.
В 1940—1950-е годы, продолжая активную научно-педагогической деятельность, А. Ф. Слудский много сил посвятил организации Крымского филиала Академии наук СССР и работе в Крымском отделе Всесоюзного географического общества в Симферополе.

## Некоторые публикации
- Слудский A. Ф. Гора Карадаг в Крыму и её геологическое прошлое // Записки Крымского общества естествоиспытателей и любителей природы (КОЕиЛП). — Симферополь: Тип. Таврического Губернского Земства, 1911. — Т. 1. — С. 33-43.
- Слудский A. Ф. Древние долины реки Салгир // Известия Крымского отдела Географического Общества Союза ССР. Выпуск 2. — Симферополь: Крымский филиал АН СССР, Крымский отдел Географического Общества Союза ССР, 1953. — 136 с.
- Слудский A. Ф. О происхождении валунов окрестностей г. Балаклавы // Там же.

## Память
- В 1989 году именем А. Ф. Слудского его ученики назвали одну из горных вершин Байдарской долины в Крыму.
- В 2004 году на здании по ул. Жуковского, 20 в Симферополе установлена мемориальная доска с надписью: «В этом доме жил известный исследователь минеральных ресурсов Крыма, первый директор Карадагской научной станции Александр Федорович Слудский (1884—1954)».
- На Карадагской научной станции установлена мемориальная доска: «В этом доме с 1914 по 1927 г. жил и работал прогрессивный ученый, заведующий Карадагской научной станцией Александр Федорович Слудский».